# Alginate de potassium
L'alginate de potassium est un composé chimique à base d'extraits d'algues brunes, tout comme l'alginate de sodium. Il est utilisé comme additif alimentaire sous la dénomination E402, il sert alors de stabilisant, épaississant et émulsifiant. Il se présente sous la forme d'une poudre un peu fibreuse ou granuleuse, de couleur blanche pouvant tirer sur le jaune.